# Conospermum bracteosum
Conospermum bracteosum är en tvåhjärtbladig växtart som beskrevs av Meissn.. Conospermum bracteosum ingår i släktet Conospermum och familjen Proteaceae. Inga underarter finns listade i Catalogue of Life.